# Receptor D3 de dopamina
0 receptor D3 de dopamina, também conhecido como DRD3, é um gene humano.
Este gene codifica o subtipo D3 de receptor de dopamina. O subtipo D3 inibe a adenilato ciclase, através de proteínas G inibitórias. Este receptor é expresso em regiões mais antigas filogeneticamente do cérebro, sugerindo que este receptor desempenha um papel importante nas funções cognitivas e emocionais. É um alvo para drogas que tratam patologias como a esquizofrenia, drogadicção, doença de Parkinson, transtorno do déficit de atenção e hiperatividade (TDAH) e outras . O splicing alternativo deste gene resulta em múltiplas variantes de transcriptos que codificam diferentes isoformas..